# Guion psicológico
En el análisis transaccional, el guion psicológico es un “plan” sobre la propia vida. Según este plan, más o menos “previsto” en la infancia, y generalmente antes de los siete años, podemos estar siguiendo, más o menos inconscientemente, y en mayor o menor grado, parte de nuestra vida y de sus circunstancias (formativas, laborales, afectivas, etc.) y vicisitudes. El término guion también ha sido traducido al español por argumento y también por libreto.
El niño, por lo general aun teniendo menos de 7 años, necesita ya dar una primera respuesta a las preguntas de ¿quién soy yo?, ¿quienes son los demás? y ¿qué haré en la vida? En realidad, a esta edad no se trata de una necesidad propiamente de tipo existencial, sino de una necesidad psicológica para sobrevivir. Pero lo que sucede entonces es que los primeros datos con que se responde a estas preguntas se van obteniendo de las experiencias buenas y malas (y de las caricias que se reciben en estas experiencias) que se viven con las figuras parentales, en especial con los padres, pero también con otras figuras cuidadoras. Sean quienes sean, son como espejos en los que el niño se va mirando y descubriendo, pero que, con frecuencia, no son todo lo fidedignos que deberían ser, sino que a veces son gravemente distorsionantes. El problema es que entonces, con las imágenes que nos reflejan los demás, el niño va configurando las primeras conclusiones sobre su identidad, unas conclusiones prematuras -y nunca mejor empleado el término- alrededor de las cuales se configura el guion.
Por tanto, el guion (que puede tener más o menos elementos restrictivos y permisivos) está basado en las influencias parentales y en las decisiones que va tomando ante ellas el niño para poder sobrevivir. Aunque previamente se ha ido ya formando un protocolo somático del guion, es decir, de manera preverbal (que incluso puede haberse iniciado mientras aún se estaba en gestación), es posteriormente principalmente entre los 2 y los 7 años de edad aproximadamente, cuando el niño va “escribiendo” el guion, reafirmándolo o reajustándolo después en la adolescencia. Y a partir de entonces se va llevando hacia su desarrollo en la vida adulta y hacia su desenlace final, este último por lo general también más o menos previsto.
Metafóricamente, el guion puede compararse a una obra teatral, que después la persona va poniendo en escena a lo largo de su vida, "buscando" inconscientemente los actores que la interpreten y la escenografía adecuada.
Muchas personas tienen un cuento, narración o historieta que les gustaba en especial de pequeños y que, si se interpreta desde una perspectiva psicológica, con frecuencia se descubre que ya contiene, más o menos, la trama y el desenlace del guion. Puede incluso que el niño se sirviera del cuento como modelo para completar aspectos que todavía no había decidido y que faltaban aún en su guion. No siempre un solo cuento representa todo el guion, sino que a veces varios cuentos representan diferentes aspectos de nuestro guion.
Las buenas noticias son que el guion psicológico, en tanto que es una "estrategia" inconsciente para sobrevivir (y por tanto, "buena" en su momento a falta de mejores opciones), puede hacerse consciente y cambiarse, tomando nuevas decisiones que faciliten el vivir de una manera saludable y relativamente libre.